# Biserica Schimbarea la Față din Cucuteni
Biserica „Schimbarea la Față” din Cucuteni este un lăcaș de cult ortodox construit în jurul anului 1777 în satul Cucuteni din comuna Lețcani (județul Iași). 
Biserica „Schimbarea la Față” din Cucuteni a fost inclusă pe Lista monumentelor istorice din județul Iași din anul 2015 la numărul 1359, având codul de clasificare cod LMI IS-II-m-B-04139.

## Istoric

### Ctitori
Biserica „Schimbarea la Față” din Cucuteni a fost construită în jurul anului 1777 pe culmea împădurită a unui deal. Lăcașul de cult s-a aflat o perioadă înconjurat de o pădure de castani, care a fost tăiată mai târziu pentru a se construi case. Ctitorul bisericii este considerat boierul Matei Cantacuzino-Deleanu.
După cum atestă documentele vechi, o parte din moșia satului Cucuteni a fost stăpânită timp de două secole de boierii din familia Cantacuzino. În 1627, jumătate din satul Cucuteni a fost vândut de familia Ciogolea lui Toma și Iordache Cantacuzino. La 1658 jumătate de sat îi aparținea lui Toderașco Cantacuzino.
Proprietarul moșiei Cucuteni a fost boierul Matei Cantacuzino-Deleanu (n. 1750 – d. 1816 sau 1817), fiul marelui vistiernic Ioniță Cantacuzino-Deleanu (1721–1789) și al Zoei Ghika. Matei a avut rangul de mare comis al Moldovei; el s-a căsătorit la 16 mai 1776 cu Ralița (sau Ralu) Callimachi (1763–1837), fiica mijlocie a lui Grigore Callimachi, domn al Moldovei în două rânduri (1761–1764 și 1767–1769). După cum relatează Octav-George Lecca în Familiile boierești române, Matei Cantacuzino-Deleanu s-a refugiat în 1791 în Rusia, în timpul ocupației Moldovei de către armata țaristă, devenind consilier de stat și ocupând și alte demnități. Cei doi soți au avut cinci băieți, dintre care doi (Ioan și Constantin) nu au avut urmași, Grigore a fost colonel rus și a murit în Bătălia de la Borodino (1812), iar ceilalți doi au ajuns să aibă demnități importante la Curtea Imperială a Rusiei (Alexandru a fost șambelan, iar George (Igor) a fost colonel și s-a căsătorit cu prințesa Gorciakova). Din întreaga familie s-a întors în Moldova numai domnița Ralița, care a murit în 1837 și a cărei piatră de mormânt se află lângă zidul Catedralei Mitropolitane Vechi de la Iași, ctitorită de mitropolitul Gavriil Callimachi.
Vistiernicul Matei Cantacuzino a dăruit, printr-un document din 1792, satul cu case și biserica de zid vornicului Gheorghe (Iordache) Ghica (1739–1801). De la acesta, moșia cu satul și biserica au trecut la fiul său, Ioan (Iancu) Ghica, care s-a căsătorit cu domnița Elena Hangerli (Handjery) (1795–1862), fiica demnitarului fanariot Alexandru Hangerli, fost domn al Moldovei în perioada 7 martie – 24 iulie 1807.

### Lucrări de reparații
După cum relatează istoricul Nicolae Stoicescu în Repertoriul bibliografic al localităților și monumentelor medievale din Moldova (1974), pictura a fost spoită. În decursul timpului, starea lăcașului de cult s-a degradat. Biserica a fost restaurată de Mitropolia Moldovei și Direcția Monumentelor Istorice.
La începutul secolului al XXI-lea, starea bisericii se degradase din nou. Apa pluvială se infiltrase în zidurile bisericii, umflând tencuiala și pictura murală din interior. Acoperișul era găurit, grinzile erau parțial putrezite, iar mortarul de pe boltă se măcinase. Pereții interiori erau plini de mucegai, fiind înnegriți de intemperii. În timpul păstoririi preotului paroh Ioan Leonte s-a realizat un proiect de restaurare. După repartizarea în mai 2005 ca preot paroh la Cucuteni, pr. Mihail Adeodatus Ungureanu a început să se caute fonduri pentru restaurarea bisericii monument istoric. După calculele efectuate de specialiști, devizul restaurării se ridica la suma de 15 miliarde de lei vechi (1,5 milioane lei noi).
Lăcașul de cult a fost consolidat și reparat între anii 2006–2011, atât la interior, cât și la exterior, prin efortul preotului paroh Mihail Adeodatus Ungureanu, al enoriașilor și al autorităților. Lucrările au fost coordonate de dr. ing. Adrian Mihalache și de arhitectul Ovidiu Alexievici.
Deoarece Ministerul Culturii a alocat o sumă mică de bani, iar donațiile credincioșilor abia au ajuns pentru schele, preotul paroh a fost nevoit să contribuie personal cu bani pentru susținerea lucrărilor: a contractat un credit bancar pe 10 ani pentru consolidarea bisericii, și-a vândut automobilul cu 15.000 de lei și și-a convins familia să doneze 20.000 de lei. Preotul a lucrat cot la cot cu sătenii și cu meșterii la reparația lăcașului de cult. Pereții bisericii au fost injectați cu un beton special și încorsetați cu chingi, apoi tencuiți. Acoperișul și turlele au fost acoperite cu tablă zincată. În anul 2009, Primăria comunei Lețcani a alocat pentru repararea bisericii monument istoric din Cucuteni o sumă de 50.000 de lei. În același an, monumentul a beneficiat de alocarea unei sume de 15.000 lei de la bugetul de stat, prin amendamentul deputatului Petru Movilă, ca formă de sprijin financiar pentru unitățile de cult aparținând cultelor religioase recunoscute din România. În plus, Petru Movilă a făcut numeroase donații personale în bani și materiale de construcție, precum și alte bunuri.
Biserica a fost resfințită la 29 mai 2011 de către Calinic Botoșăneanul, episcop-vicar al Arhiepiscopiei Iașilor. După resfințire, episcopul Calinic, împreună cu un sobor de preoți, printre care și pr. Constantin Andrei, protopop al Protopopiatului Iași 1, a celebrat o liturghie pe un podium amenajat în curtea lăcașului de cult. La acest eveniment au participat autoritățile locale (Stelian Turcu, primarul comunei Lețcani), precum și membrii Consiliului parohial. Cu acest prilej, preotului paroh Mihail Adeodatus Ungureanu i s-a acordat rangul de iconom stavrofor, iar cei care s-au remarcat în susținerea lucrărilor au primit distincții de vrednicie.

### Morminte

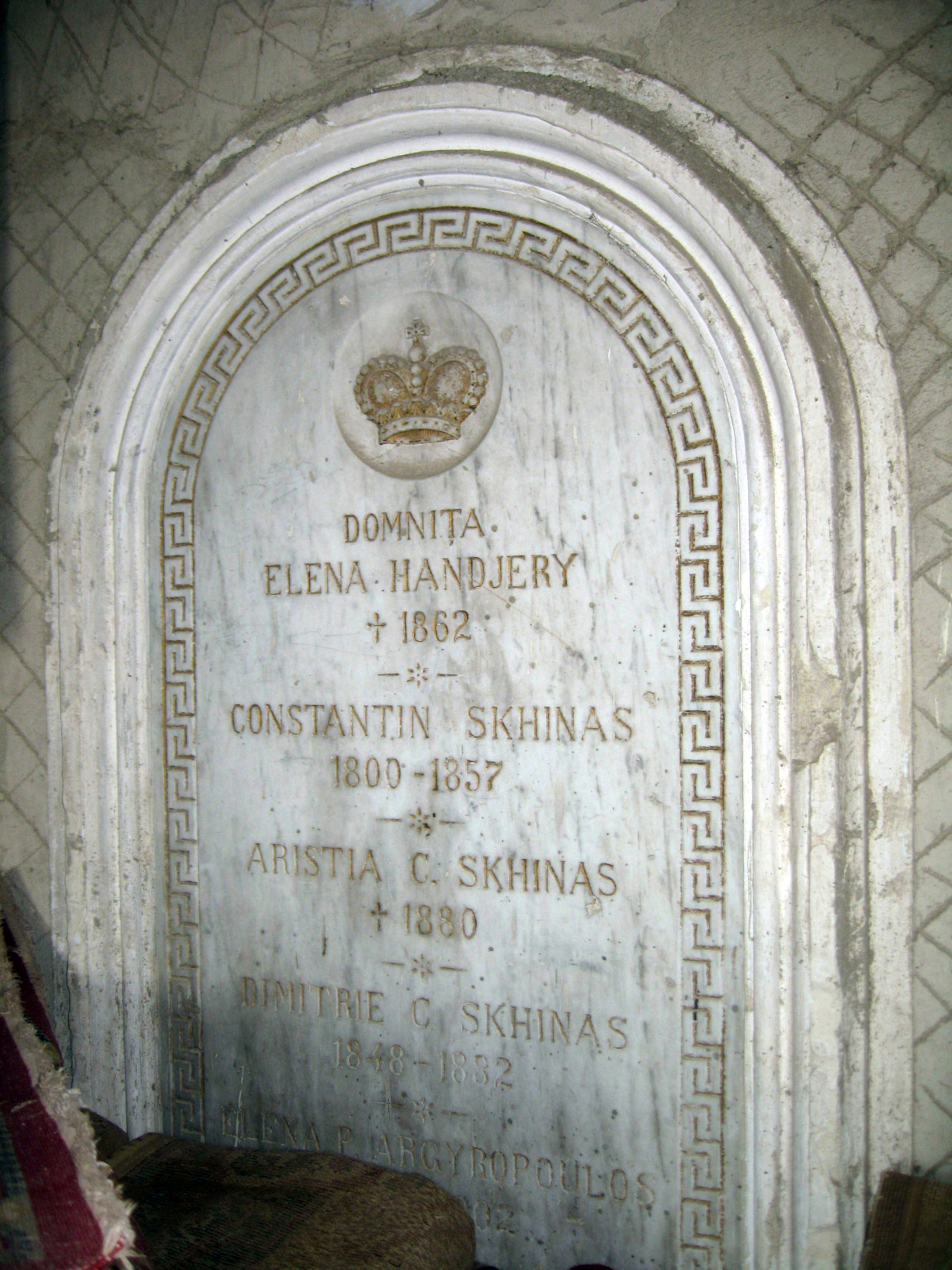
Placă de marmură albă pe care sunt înscrise numele celor înmormântaţi în biserică

În interiorul bisericii au fost înmormântați mai mulți boieri înrudiți cu familia ctitorului. Numele lor sunt înscrise pe o placă de marmură albă încastrată în peretele nordic al pridvorului. Pe această placă sunt înscrise numele domniței Elena Hangerli (1795–1862) și ale unor descendenți ai acesteia. Deasupra numelui domniței Elena Hangerli este sculptat un altorelief cu o coroană regală. Persoanele înmormântate în biserică sunt următoarele:
- Domnița Elena Hangerli (Handjery) (1795–1862) era fiica demnitarului fanariot Alexandru Hangerli (c. 1768 – 1854), fost domn al Moldovei în perioada 7 martie – 24 iulie 1807, fiind înrudită și cu Constantin Hangerli (d. 1799), fost domn al Munteniei în perioada 1797–1799. Mama ei era principesa Smaranda Callimachi, fiica lui Grigore Callimachi (d. 9 septembrie 1769), domn al Principatului Moldovei în două rânduri: 11 iunie 1761 – 29 martie 1764 și 3 februarie 1767 – 14 iunie 1769. Elena Hangerli s-a născut în anul 1795 și a fost căsătorită de două ori: mai întâi cu Ioan (Iancu) Ghica, fiul marelui logofăt Gheorghe Ghica (1739–1801) și al Anastasiei Costachi-Negel, și a doua oară cu Constantin Balș (3 iulie 1787 – 7 iunie 1845), fiul logofătului Constantin Balș „Ciuntul” (1744–1828). Constantin Balș a fost agă al Moldovei și apoi vornic. Cei doi soți au divorțat în 1829 și au avut un singur copil, Aristia (1812–1880). Domnița Elena Hangerli a murit la 6 octombrie 1862 la Cucuteni.

- Aristia Balș (1812–1880) era fiica vornicului Constantin Balș și a domniței Elena Hangerli. Ea s-a născut la 8 noiembrie 1812 în Chișinău. A fost proprietara unor moșii din ținutul Orhei (Basarabia). S-a căsătorit de patru ori: cu Constantin Filipescu (în 1834) – de care a divorțat în 1841 –, cu Constantin Skhinas (la 5 octombrie 1847, la Constantinopol), cu colonelul grec Nicolae Sutzu (la 30 iunie 1858, în Iași) – de care a divorțat la 10 iulie 1858, după numai zece zile de mariaj – și cu Patito Pangalos (în 1859). A murit la 2 martie 1880 la Viena și a fost înmormântată în biserica din Cucuteni.

- Constantin Skhinas (1801 – 9/21 iulie 1857) – jurist și om politic grec și primul rector al Universității din Atena. El s-a născut la Constantinopol într-o familie nobiliară grecească. Tatăl său a fost secretar (gramatic) al domnilor fanarioți Constantin și Alexandru Moruzi și apoi capuchehaie în Țara Românească. El a studiat dreptul la Berlin și Paris. În perioada guvernării Greciei de către Ioannis Kapodistrias (1827–1831), Constantin Skhinas a fost secretar la Ministerul Afacerilor Interne. În anul 1833 a fost numit în Comitetul pentru verificarea situației financiare a bisericilor și mănăstirilor și președinte al Comitetului de organizare a școlilor, iar în octombrie 1833 a devenit ministru al justiției în guvernul lui Alexandros Mavrokordatos, îndeplinind această funcție până în mai 1834. El s-a căsătorit în octombrie 1834, la Ancona (Italia), cu Elisabeth (Bettina), fiica celebrului profesor german Friedrich Carl von Savigny, care a murit la 24 august 1835, la Atena. În 1837 Constantin Skhinas a fost numit primul rector al Universității din Atena. El a fost profesor de istorie la universitate din 1837 și până în 1851 și, în această calitate, a scris mai multe lucrări istorice. În perioada 3 septembrie 1843 – 30 martie 1844 a fost ministru al cultelor și instrucțiunii publice. S-a căsătorit la 5 octombrie 1847, la Constantinopol), cu Aristia Balș cu care a avut doi copii: Dimitrios și Elena (soția lui Pericles P. Argyropoulos). Mai târziu, a fost trimis ca ambasador al Greciei la München (1849–1854) și Viena (1854–1857). A murit la Viena la 9/21 iulie 1857.

- Dimitrie C. Skhinas (1848–1882) – fiul demnitarului grec Constantin Skhinas și al Aristiei Balș și nepot al domniței Elena Hangerli.
- Elena P. Argyropoulos (22 octombrie 1850 – august 1902) – fiica demnitarului grec Constantin Skhinas și al Aristiei Balș. Ea s-a născut la München și s-a căsătorit la Viena, la 2 decembrie 1869, cu demnitarul grec Pericles P. Argyropoulos (1842–1914). Soțul ei se născuse la Iași și era fiul lui Pericles Argyropoulos (1809–1860), profesor universitar de drept și ministru al afacerilor externe al Greciei (1854–1856), și al Aglaei Rosetti (1810–1871). Soții Argyropoulos au avut cinci copii: Aglae (1870–1954), Pericles (1874–?), Thrasyvoulos (1875–1965), Eufrosina (1881–1966) și Hariclea (1883–1897). Elena P. Argyropoulos a murit la Cucuteni și a fost înmormântată în biserica satului.

În curtea bisericii se află niște pietre de mormânt vechi, deteriorate, cu inscripții cu litere chirilice. Inscripțiile sunt foarte șterse și aproape ilizibile. Pe una dintre ele se distinge anul 1834.

## Arhitectura
Biserica „Schimbarea la Față” din Cucuteni se remarcă prin simplitatea construcției și sobrietatea decorativă, fiind construită în stil baroc cu elemente ale stilului moldovenesc. Ea are formă de cruce, cu absidele laterale și absida altarului de formă semicirculară și cu turnul-clopotniță de formă pătrată înălțat deasupra exonartexului. Deasupra naosului se află o turlă octogonală de înălțime redusă. Biserica are o lungime de 31 de metri, o înălțime de 24 metri de la temelie până la cornișă și o grosime a zidurilor de doi metri. Edificiul este încadrat în partea de vest de două contraforturi.
Interiorul bisericii este compartimentat în pronaos, naos și altar. Deasupra pronaosului se află cafasul. În părțile laterale ale pronaosului se află două uși. Ușa din partea stângă se deschide către o scară de piatră cu 58 de trepte în spirală care duce în turnul-clopotniță. Ușa din partea dreaptă se deschide către o altă scară care duce spre un drum de strajă, care nu se vede din exterior. După o legendă, scările care coboară prin temelia de doi metri ar lega biserica de fostul conac cu 36 de camere al boierului Matei Cantacuzino.
Pronaosul este separat de naos printr-o arcadă sprijinită pe pilaștri cu capiteluri. În fața altarului se află catapeteasma construită din lemn de esență tare.

## Imagini

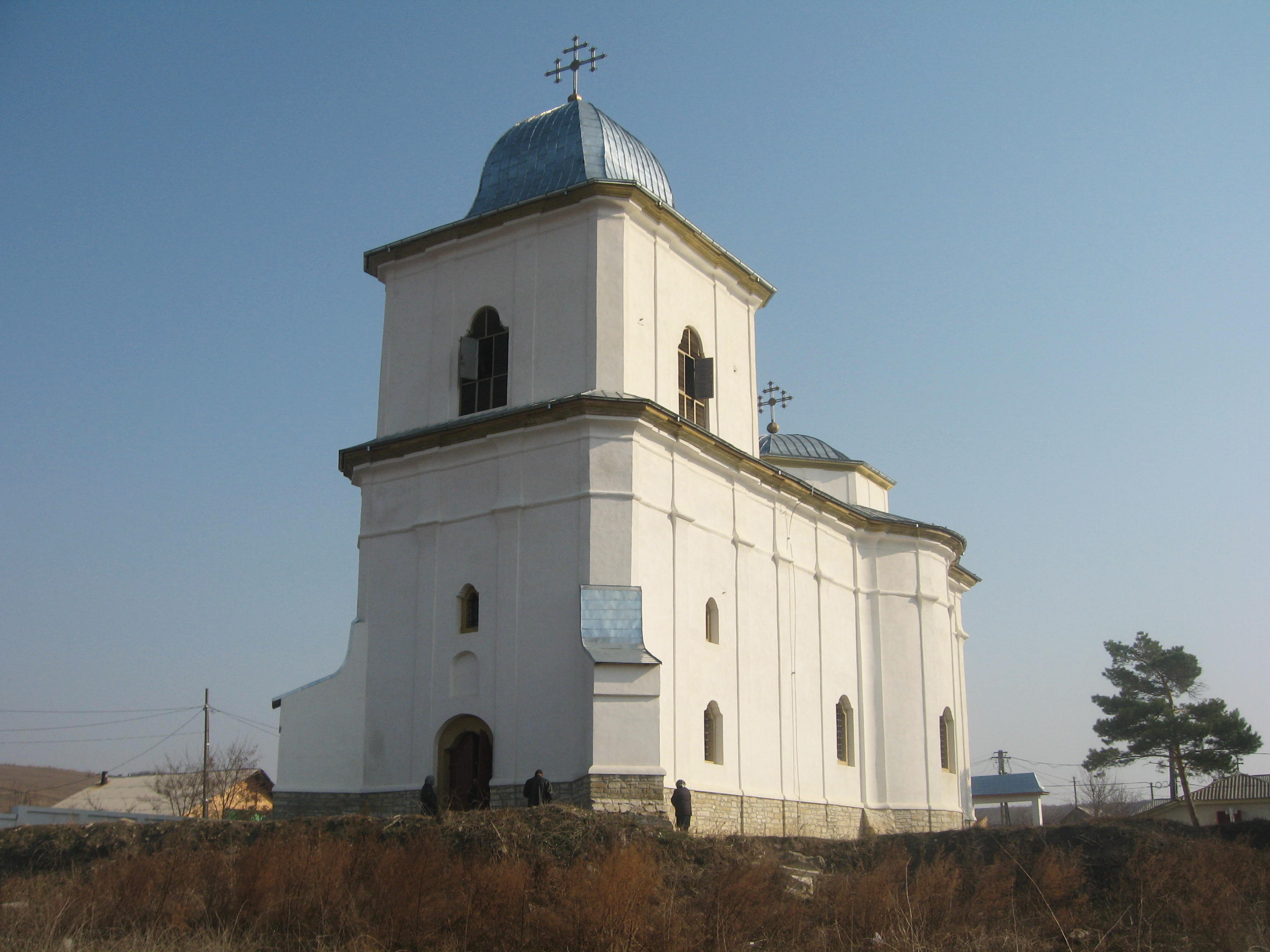
Biserica văzută dinspre sud-vest
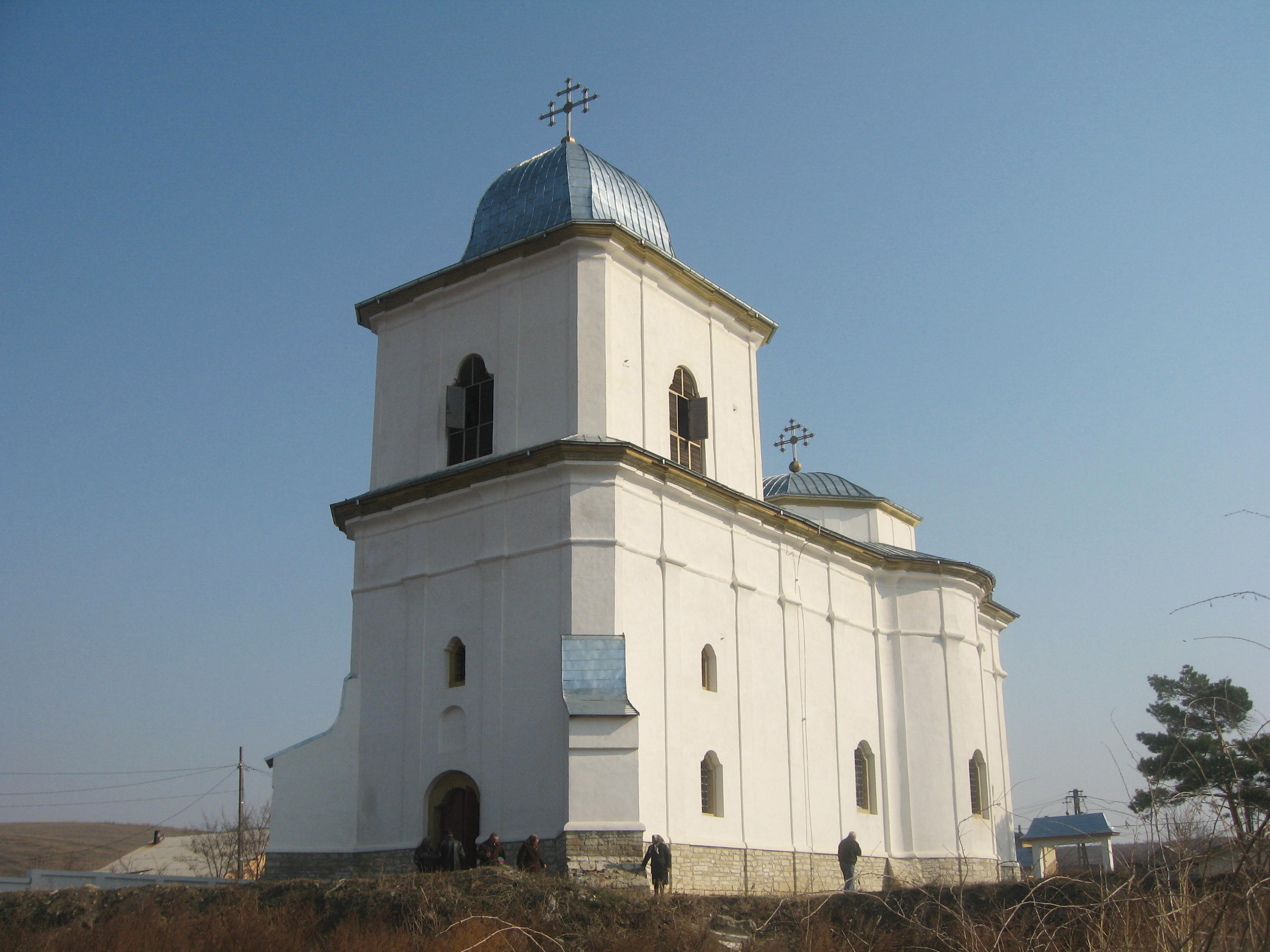
Biserica văzută dinspre sud-vest
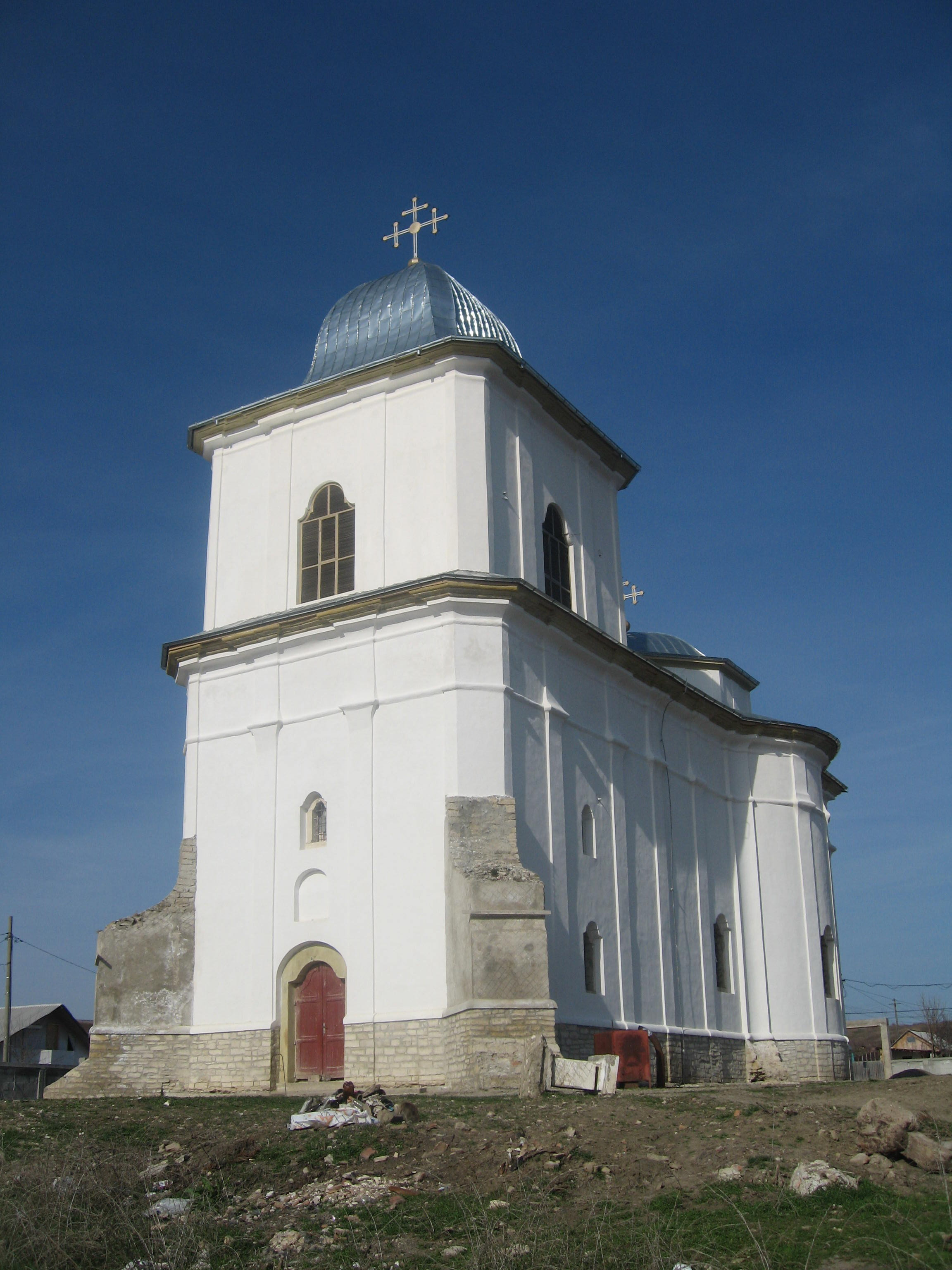
Biserica văzută dinspre sud-vest
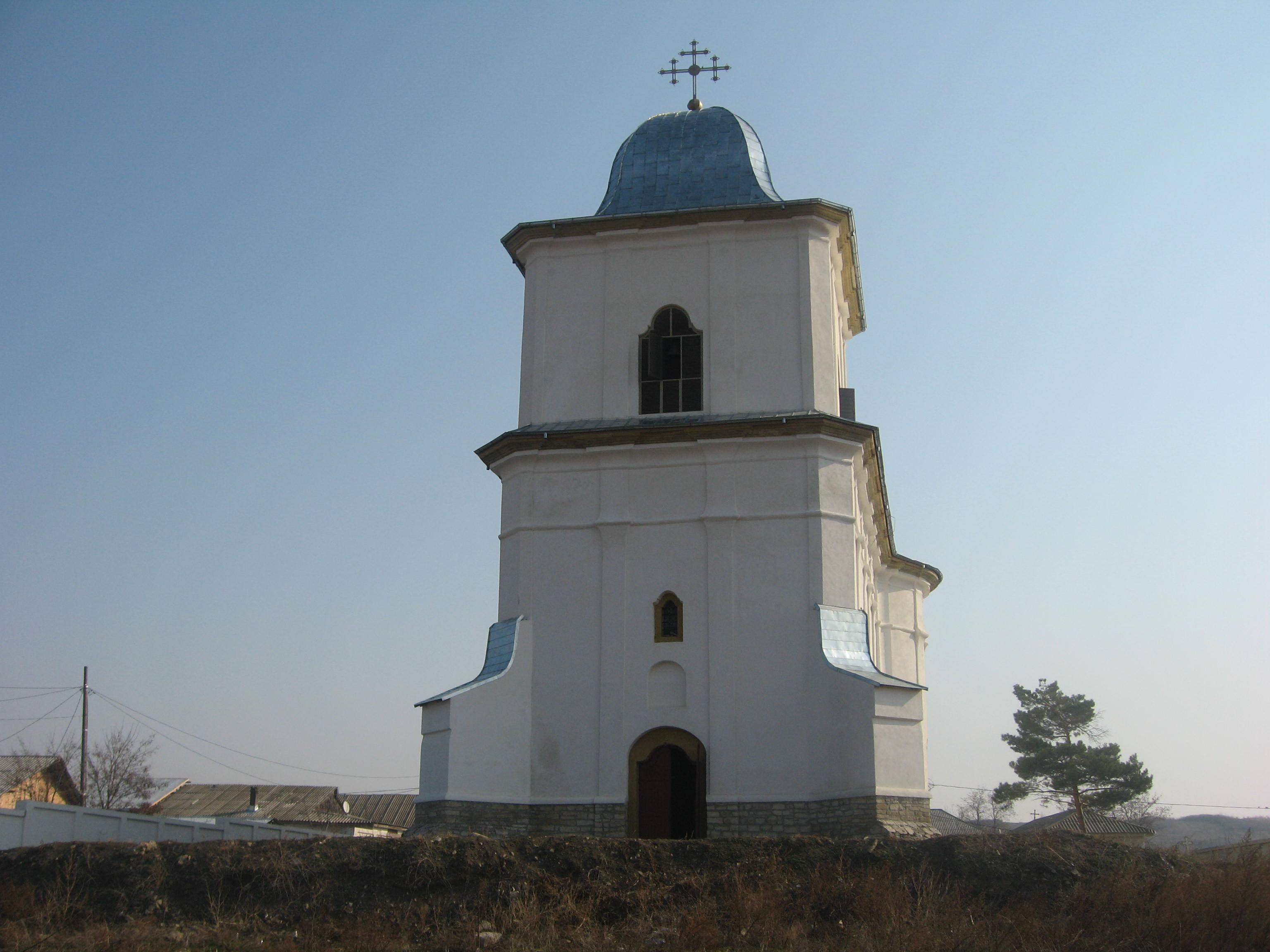
Latura vestică
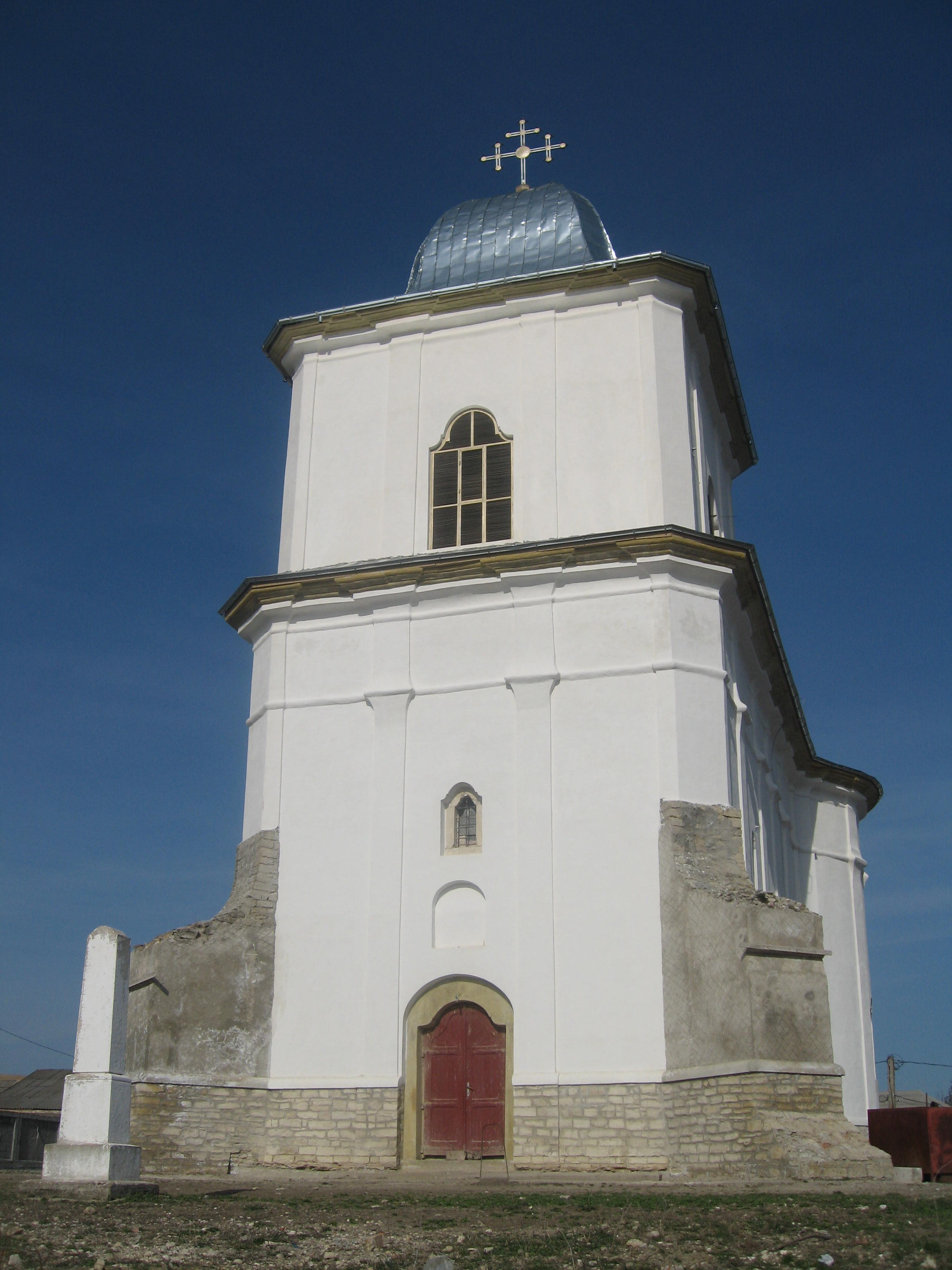
Latura vestică
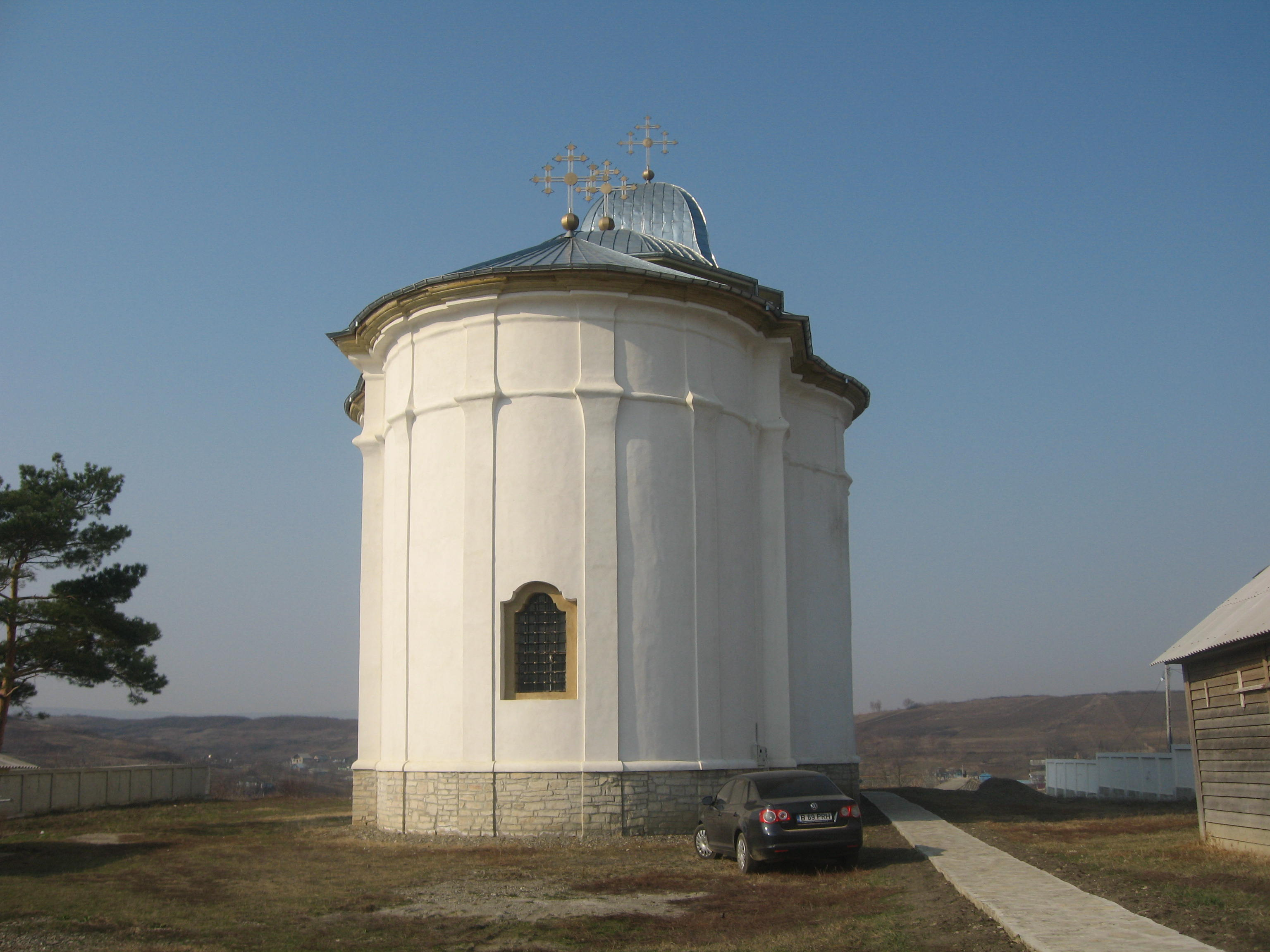
Absida altarului
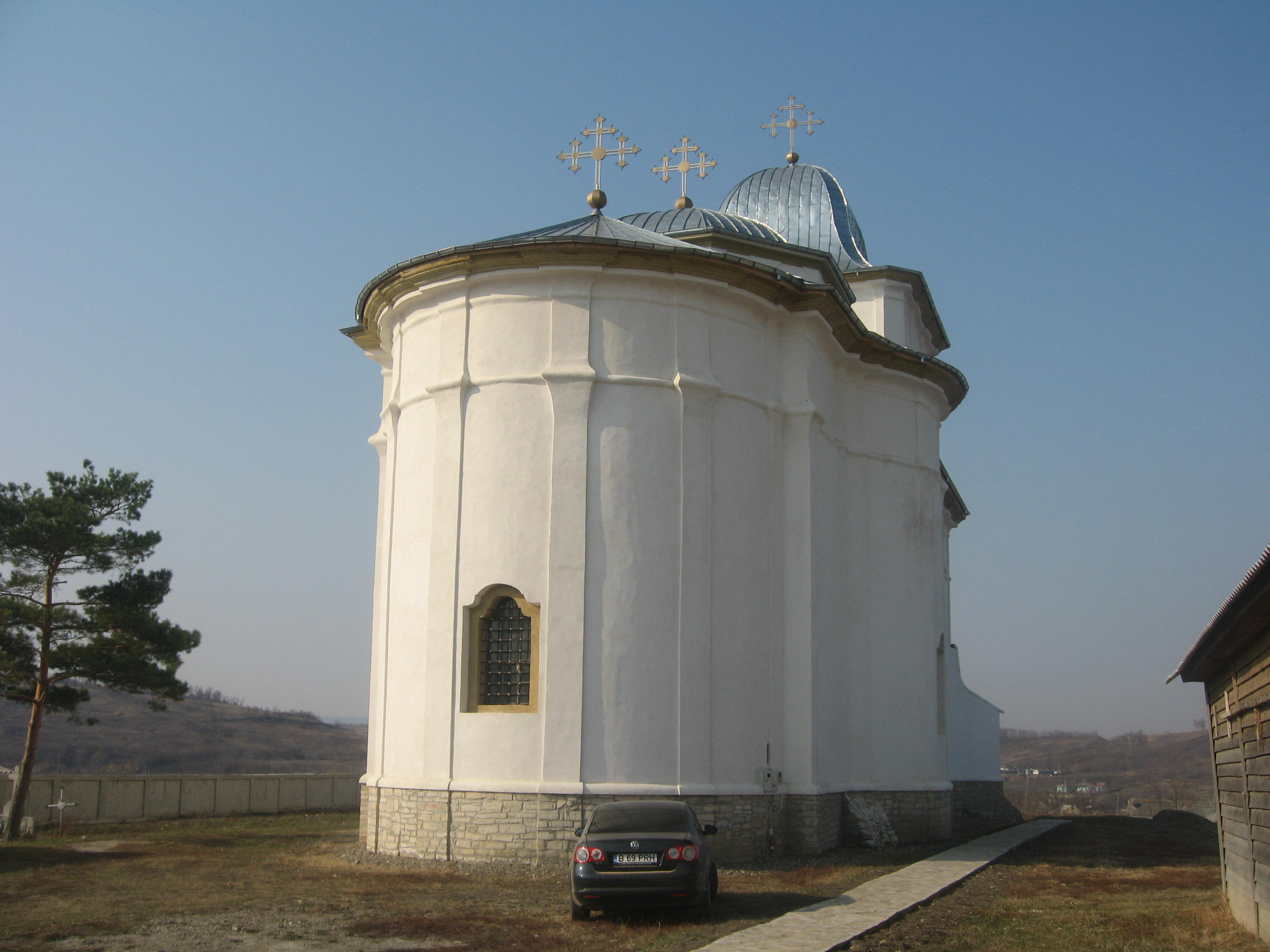
Biserica văzută dinspre nord-est
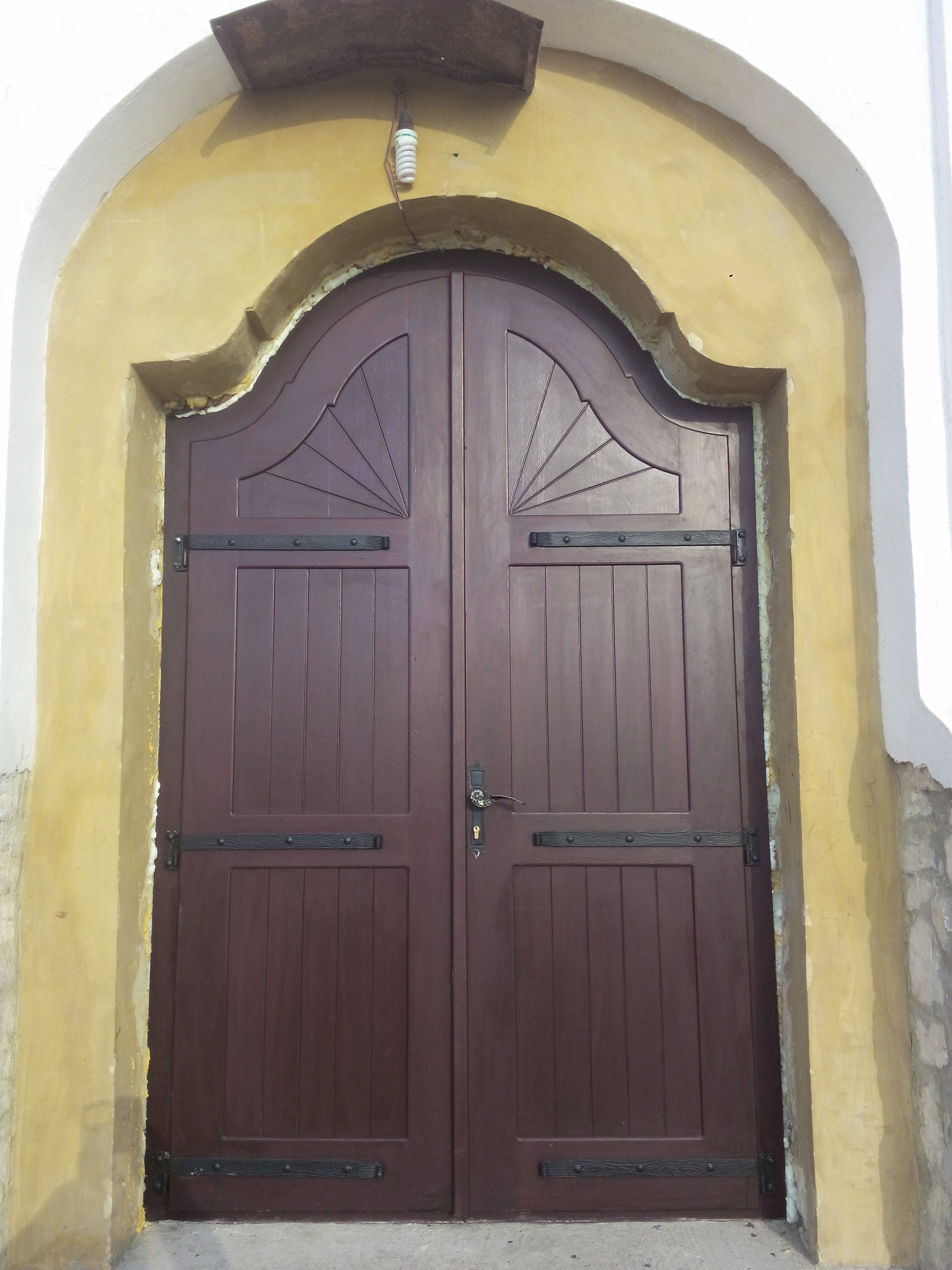
Portalul de intrare în biserică
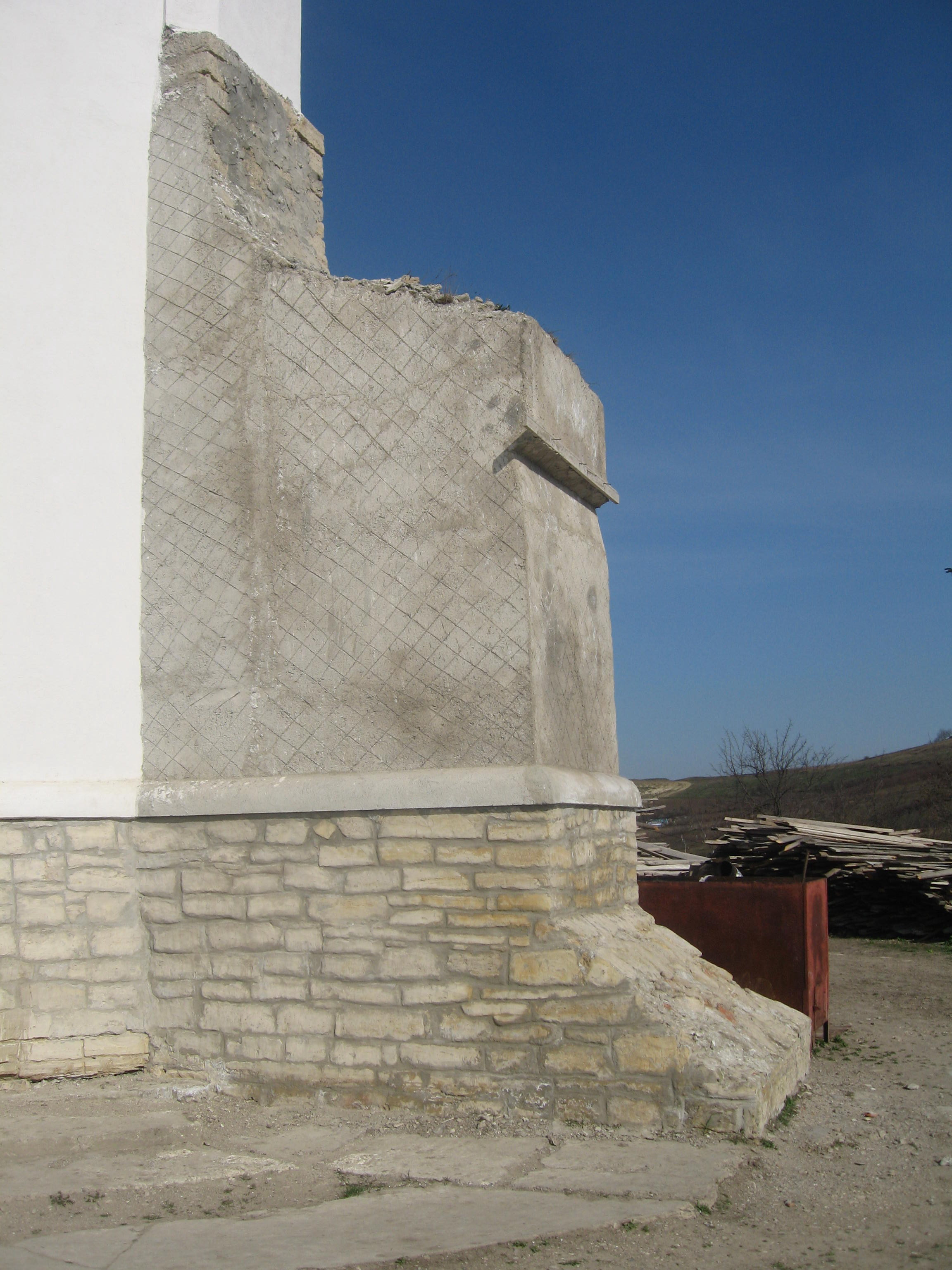
Contrafort
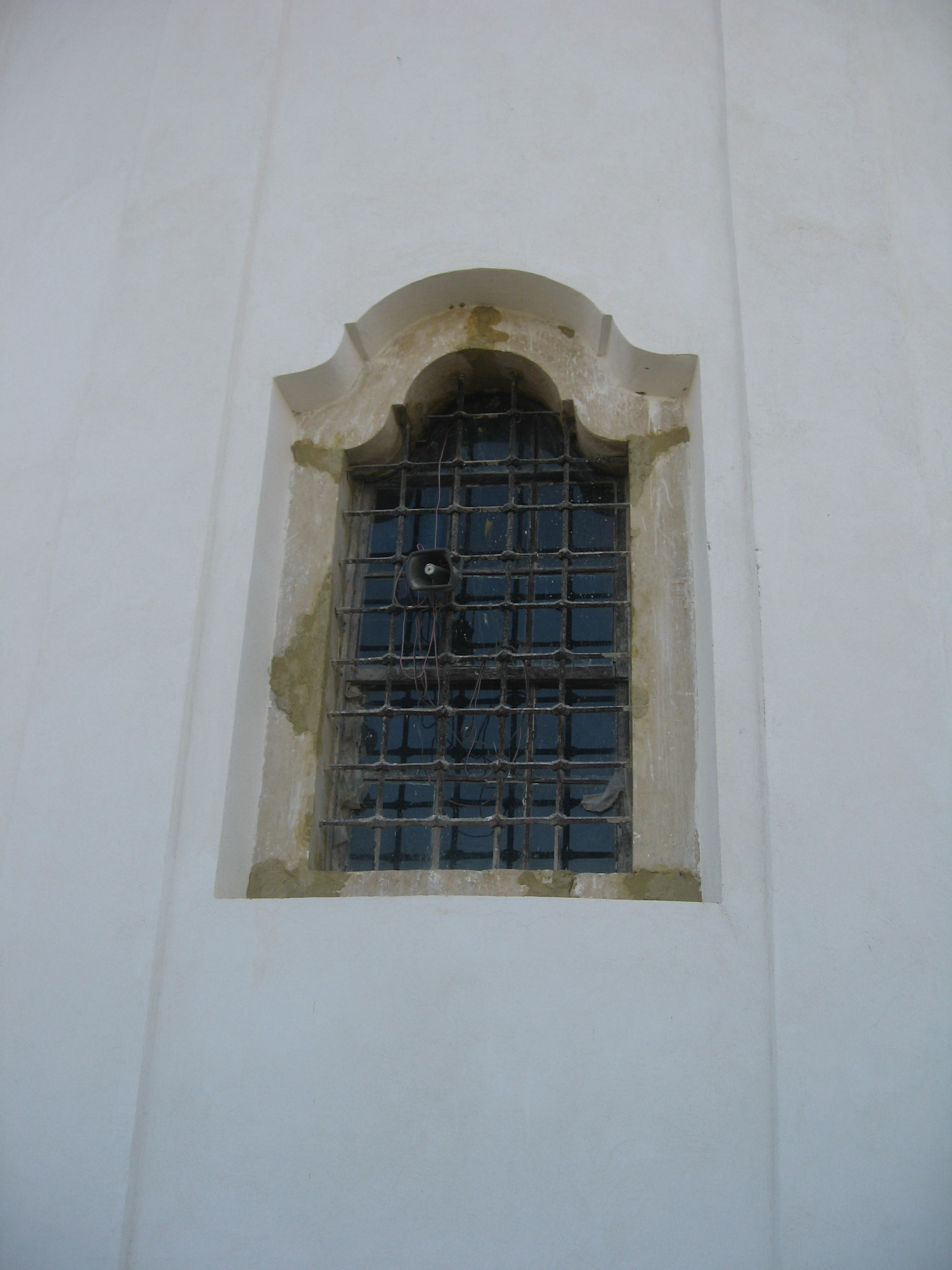
Fereastră
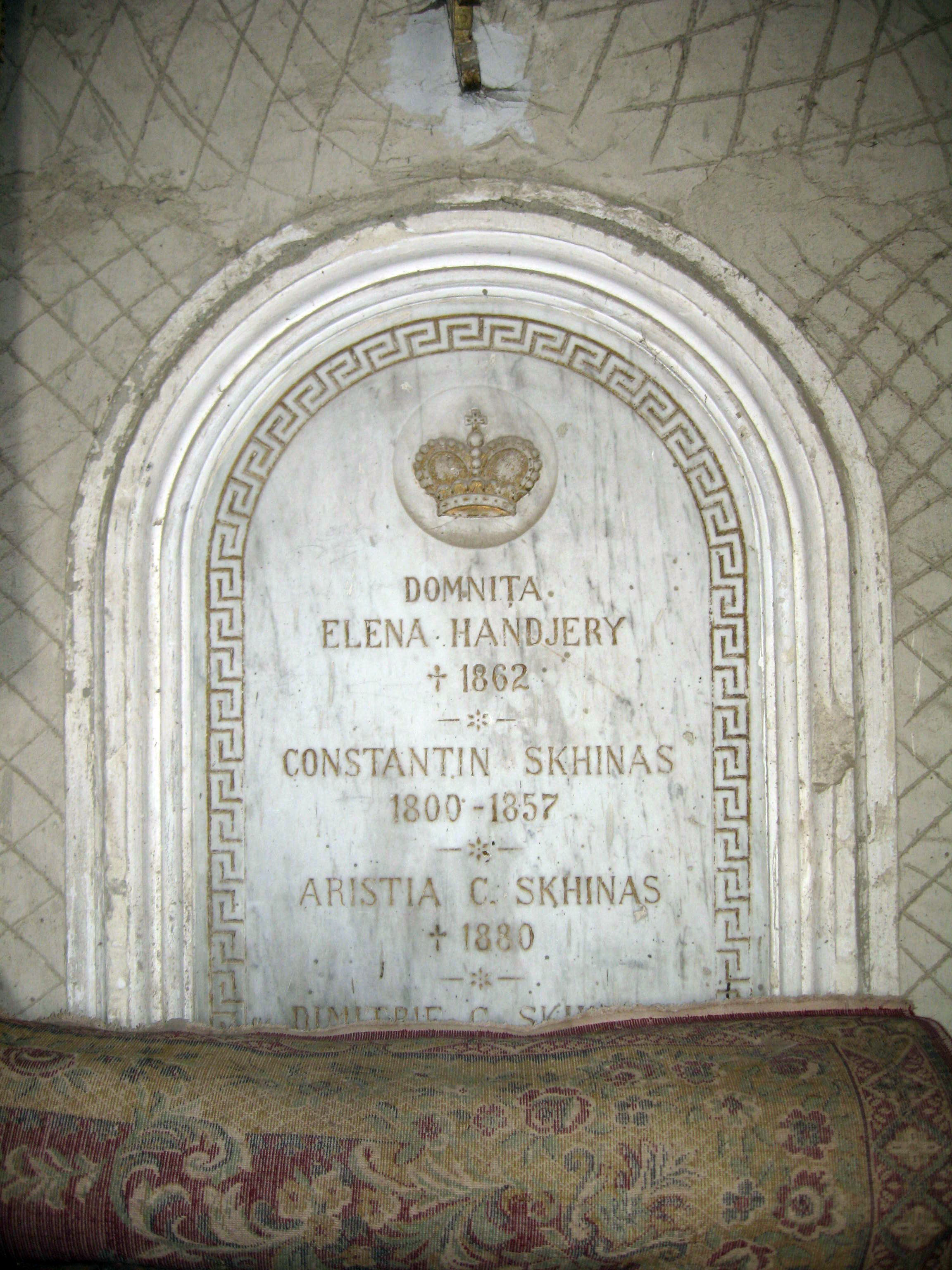
Placă de marmură albă din pridvorul bisericii
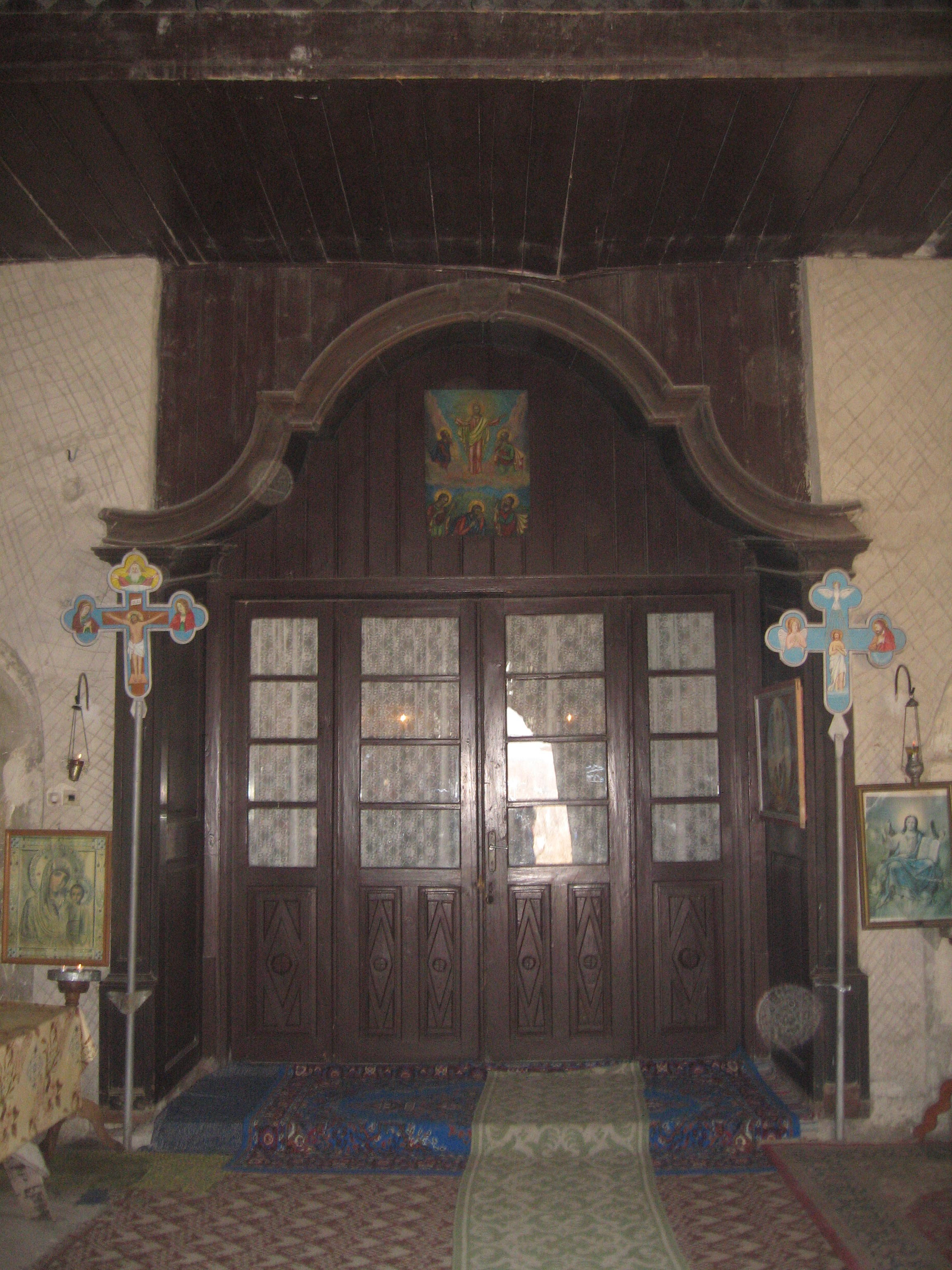
Uşa de intrare în pronaos
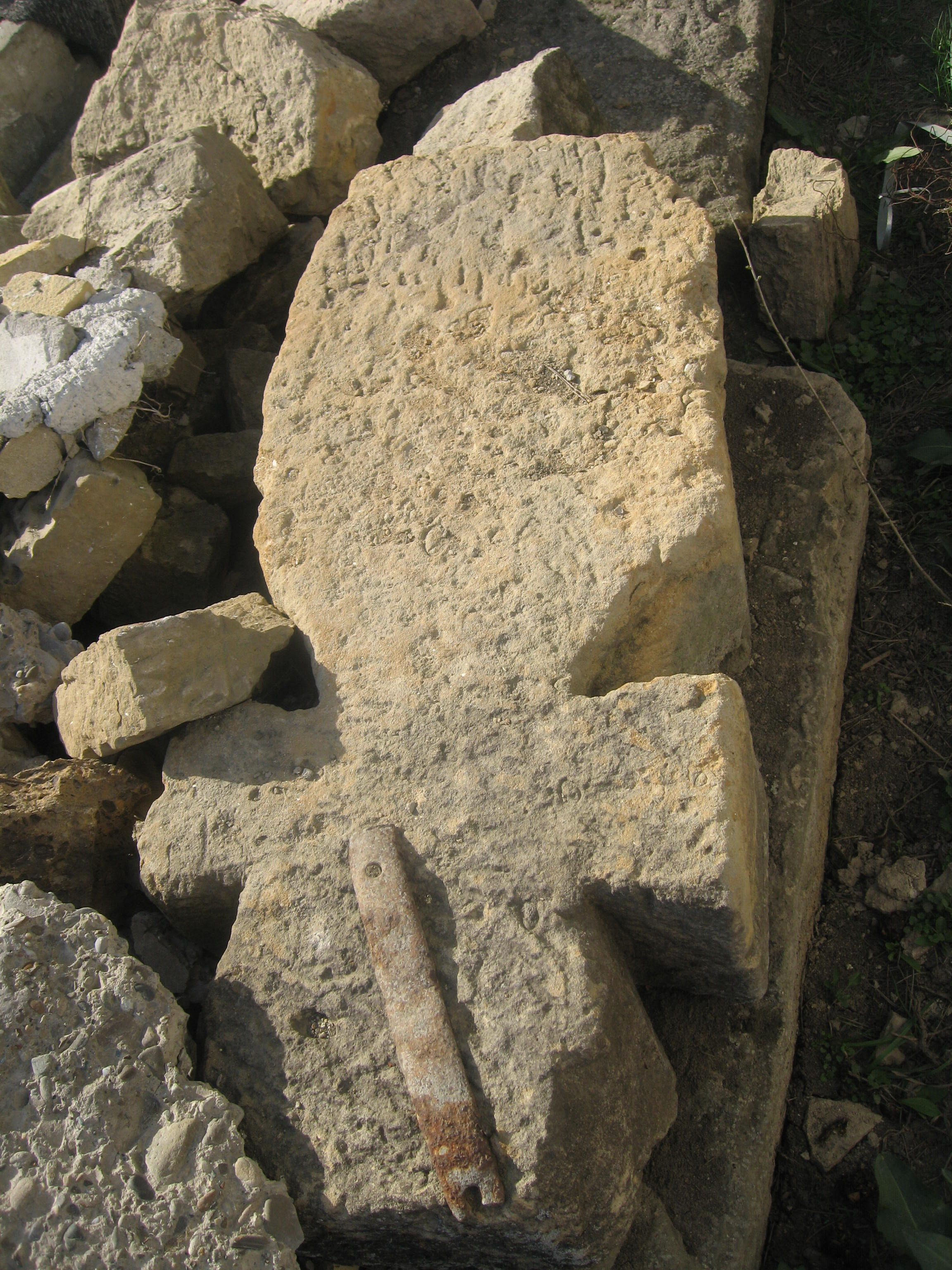
Piatră de mormânt veche aflată în curtea bisericii
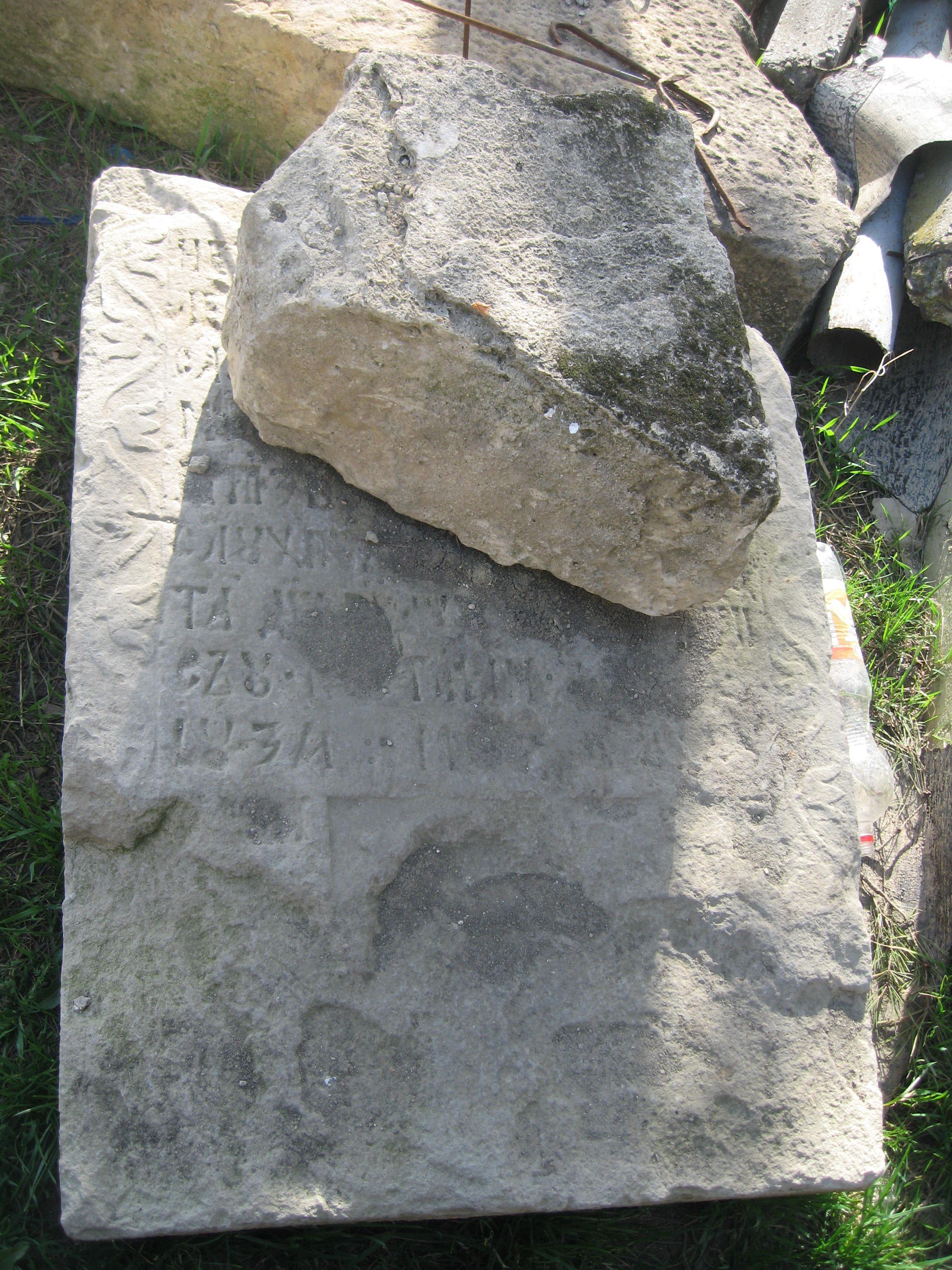
Piatră de mormânt veche aflată în curtea bisericii (1834)
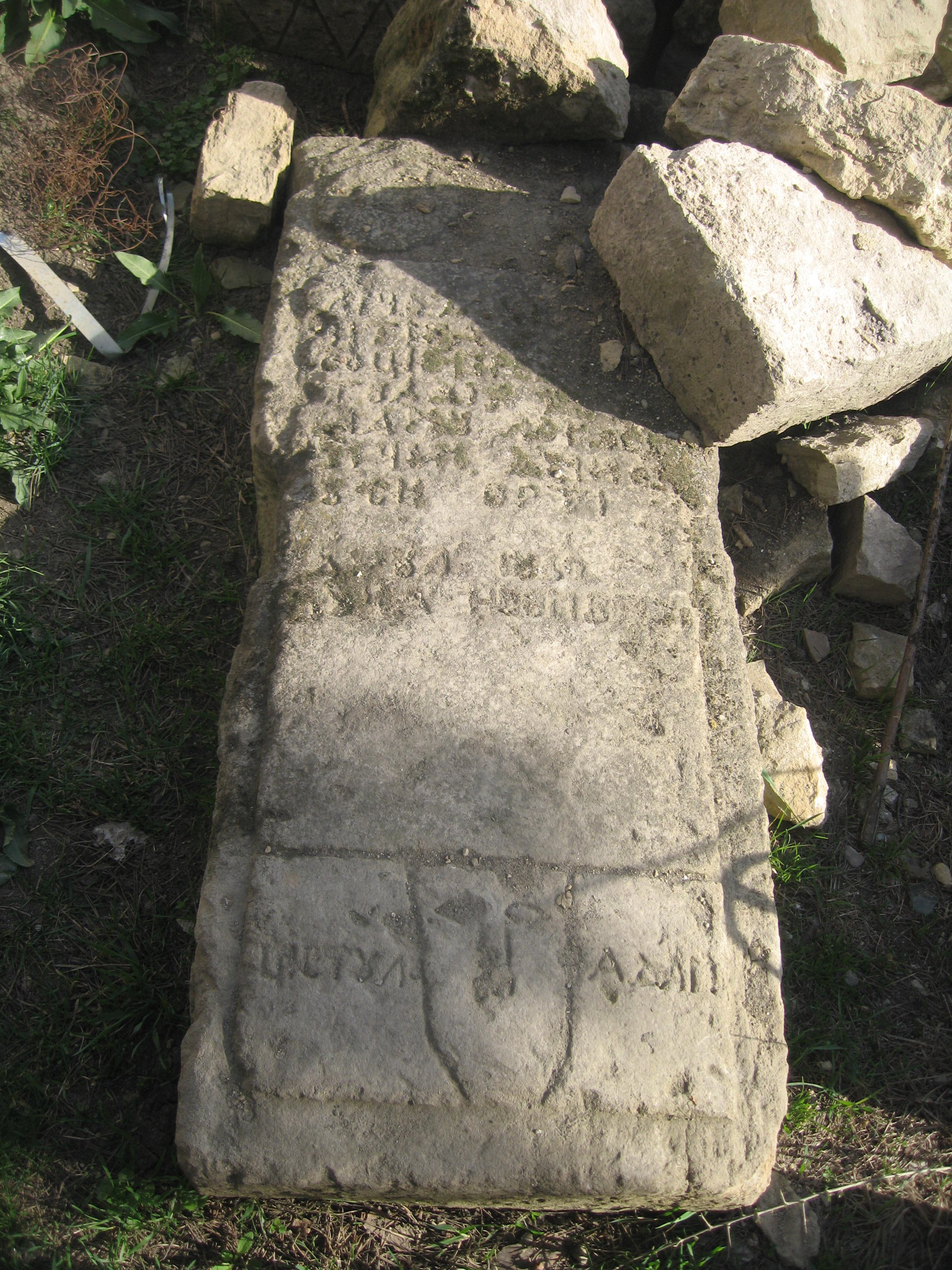
Piatră de mormânt veche aflată în curtea bisericii
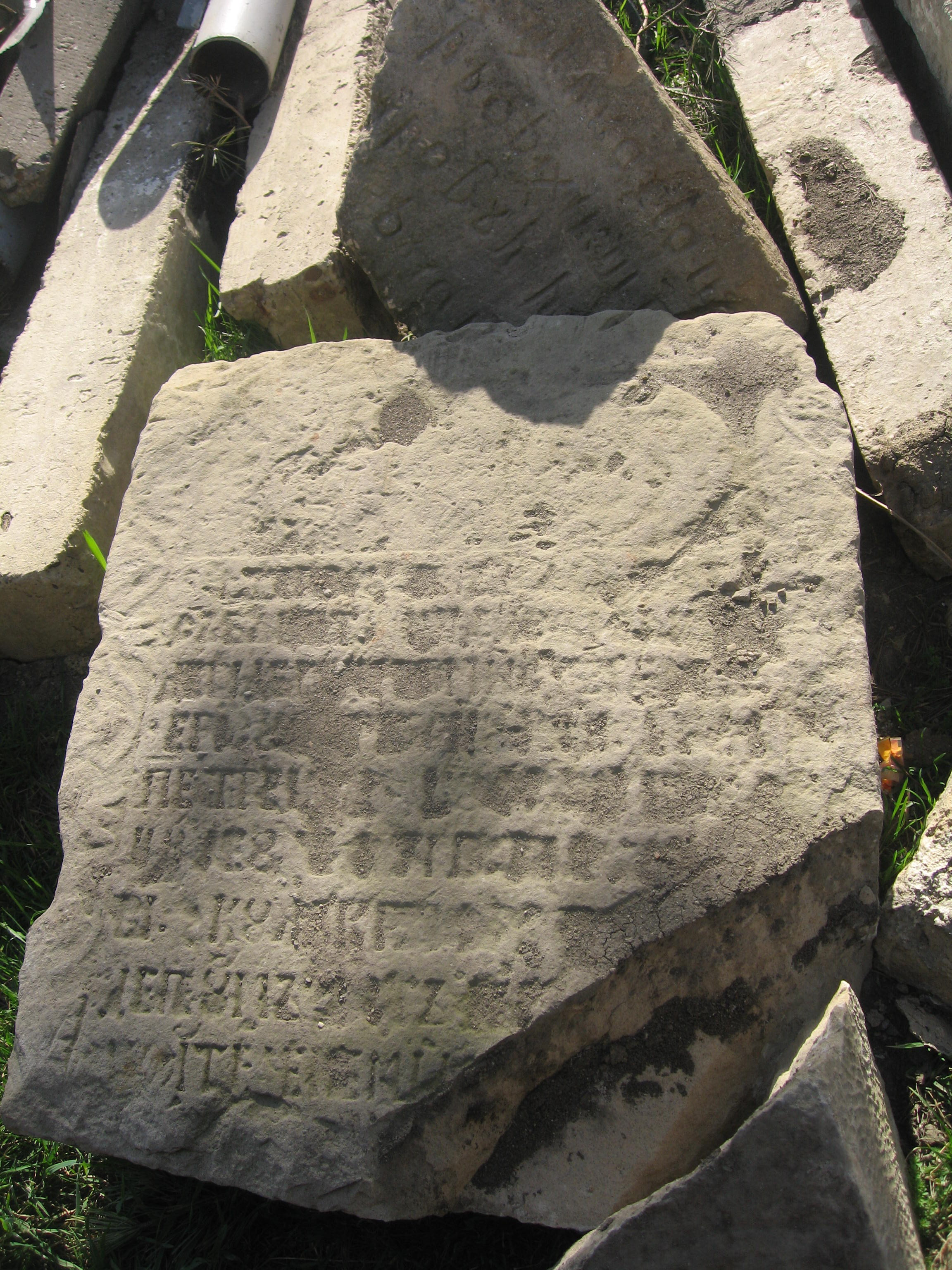
Piatră de mormânt veche aflată în curtea bisericii